# Бадмаев, Бато Дампилович
Бато Дампилович Бадмаев (10 июля 1986) — российский борец вольного стиля, призёр Кубка мира в команде, призёр чемпионата России.

## Карьера
В мае 2012 года на чемпионате России в Санкт-Петербурге, в схватке за 3 место одержал победу над Рустамом Ампаром, и завоевал бронзовую медаль. В феврале 2013 года в составе сборной России стал серебряным призёром Кубка мира в Тегеране.

## Спортивные результаты
- Чемпионат России по вольной борьбе 2012 — ;
- Кубок мира по борьбе 2013 (команда) — ;
- Кубок мира по борьбе 2013 — 9;